# Joseph Khoury (Bischof)
Joseph Khoury (* 1. November 1936 in Behwaita; † 17. November 2016) war ein libanesischer Geistlicher und maronitischer Bischof von Saint-Maron de Montréal in  Kanada.

## Leben
Joseph Khoury empfing am 19. Dezember 1964 die Priesterweihe.
Papst Johannes Paul II. ernannte ihn am 29. April 1993 zum Apostolischen Visitator der Maroniten in West- und Nordeuropa und Titularbischof von Chonochora. Der Maronitische Patriarch von Antiochien und des ganzen Orients, Nasrallah Boutros Kardinal Sfeir, spendete ihm am 4. September desselben Jahres die Bischofsweihe; Mitkonsekratoren waren Roland Aboujaoudé, Weihbischof in Antiochien, und Gabriel Toubia, Erzbischof von Tripoli. 
Am 11. November 1996 wurde er zum Bischof von Saint-Maron de Montréal ernannt. Am 10. Januar 2013 nahm Papst Benedikt XVI. seinen altersbedingten Rücktritt an.